# Plamy pośmiertne

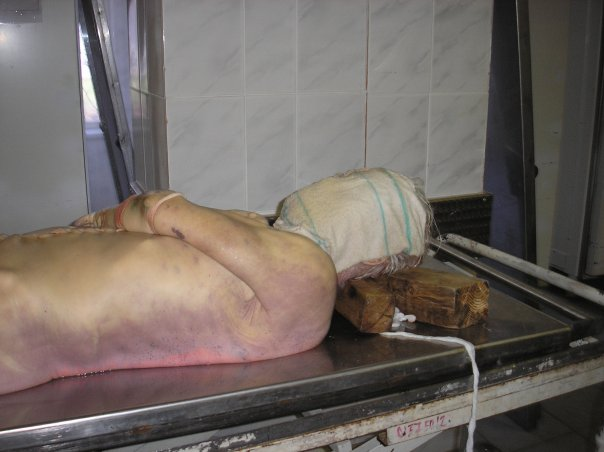
Plamy pośmiertne na zwłokach

Plamy pośmiertne, plamy opadowe (łac. livores mortis) – jedna z wczesnych oznak następowania ogólnej śmierci organizmu w postaci miejscowego zabarwienia skóry na kolor sinoczerwony, pojawiające się w zależności od ułożenia ciała w częściach położonych najniżej. Ich pojawienie się jest wynikiem grawitacyjnego spływania krwi po zatrzymaniu krążenia. Obecność plam opadowych jest pewnym objawem śmierci.
Plamy opadowe mogą pojawiać się już podczas agonii; układ krążenia wykazuje cechy niewydolności. Nazywane są wtedy różami cmentarnymi, pojawiają się głównie za uszami.
Aby plamy opadowe powstały, musi być spełnionych kilka warunków – w organizmie zmarłego musi znajdować się odpowiednia ilość krwi (w przypadku wykrwawienia plamy mogą być jaśniejsze lub nie wystąpić wcale) oraz płynność krwi. Po śmierci krew często krzepnie, zwłaszcza w sercu i dużych naczyniach, jednak już kilka godzin po śmierci krew ulega upłynnieniu.
Plamy opadowe są w pełni wykształcone po około 2–4 godzinach od momentu zgonu. Jeśli jednak zmieni się pozycja ciała, to nastąpi tzw. wędrówka plam – krew przemieści się do miejsc, które po zmianie pozycji będą najniżej. Plamy takie są bledsze. Plamy po około 10–12 godzinach tracą możliwość przemieszczania się (zostają utrwalone). Jest to spowodowane procesem hemolizy i zwiększonej przepuszczalności ściany naczyniowej – krew przesiąka do okolicznych tkanek. Jeśli pod silnym uciskiem plama zblednie, oznacza to że plama jeszcze nie została utrwalona.
Istotną cechą plam opadowych jest ich kolor. Typowe są odcienie fioletowosinoczerwone. Plamy różowawe lub żywoczerwone mogą świadczyć o zatruciu tlenkiem węgla (innym powodem takiego zabarwienia może być przebywanie zwłok w niskiej temperaturze), bądź zatruciu cyjankami. Przy zatruciach związkami silnie utleniającymi (np. azotany, azotyny) plamy mogą mieć barwę czekoladowobrunatną.